# Горт, Властимил
Властимил Горт (чеш. Vlastimil Hort; 12 января 1944[…], Кладно[…] — 12 мая 2025, Айторф, Северный Рейн-Вестфалия) — чехословацкий и немецкий шахматист, гроссмейстер (1965), около 20 лет (1967—1985) участвовал в соревнованиях на первенство мира. С 1985 года жил в ФРГ. Инженер-экономист, тренер, шахматный литератор. Автор сборника шахматных детективов «Чёрно-белые сказки» («Schwarzweiße Erzählungen»).

## Шахматная карьера

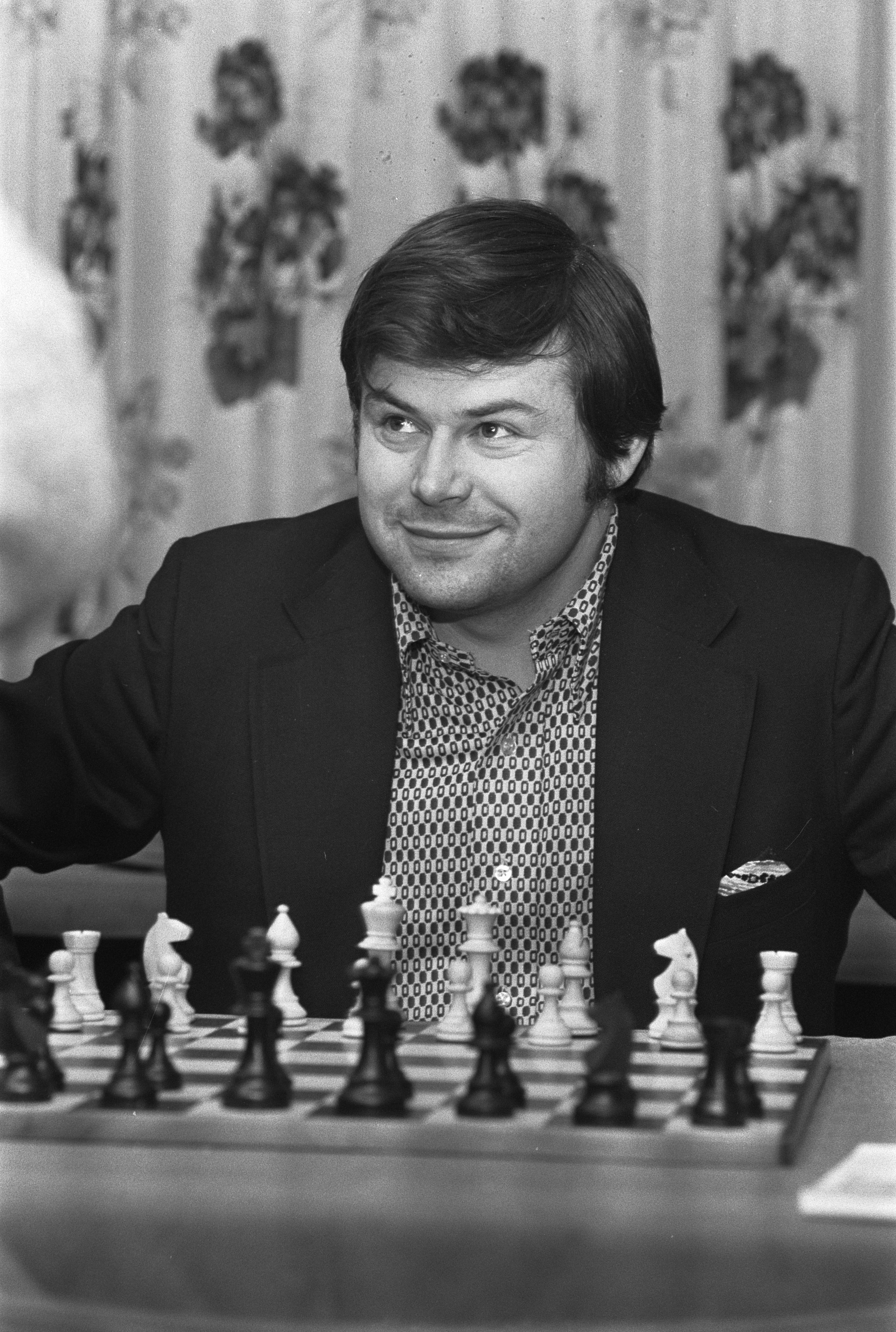
1973 год

Играл в шахматы с 7 лет. Чемпион Чехословакии среди юношей (1960—1962) и среди мужчин (1972, 1975, 1984). Участник 11 шахматных олимпиад в составе сборной Чехословакии (1960—1984).
После переезда в ФРГ — неоднократный чемпион Германии. В 1988, 1990 и 1992 годах играл на шахматных олимпиадах за ФРГ и Германию.
Горт побеждал во многих международных турнирах. Среди его успехов — первые призы в Гаване (1971), Гастингсе (1967/68, 1974/75, 1975/76), Скопье (1969), Баня-Луке (1976), Сараево (1980), Дортмунде (1982 и 1985), Амстердаме (1987).
В составе сборной мира стал самым молодым участником «матча века» СССР против сборной мира, прошедшего в 1970 году в Белграде. На 4-й доске Горт выиграл у Льва Полугаевского 2,5:1,5. После смерти Горта в живых из участников того матча остался только Лайош Портиш.
Успешно выступив на межзональном турнире 1976 года в Маниле (разделил 2-3-е места со Львом Полугаевским), стал участником соревнований претендентов. Проиграл в 1977 году Борису Спасскому в матче 1/4 финала (7,5:8,5), сыграв в «основное время» вничью 6:6. По ходу матча Горт продемонстрировал высокие джентльменские качества. Спасский плохо себя почувствовал во второй половине матча и даже перенёс операцию по удалению аппендицита и полностью использовал отведённые ему тайм-ауты для лечения. Однако Спасскому их не хватило, чтобы выздороветь, тогда Горт взял свой тайм-аут, чтобы дать возможность сопернику восстановиться, а не воспользовался состоянием Спасского для победы в матче. В третьей дополнительной партии Горт имел выигрышную позицию, но просрочил время, это и стоило ему победы в матче.
Член символического клуба победителей чемпионов мира Михаила Чигорина с 16 мая 1981 года.
Вместе с В. Янсой выпустил книгу «Вместе с гроссмейстерами», предлагающую для решения ряд позиций из турнирной практики авторов.
Умер 12 мая 2025 года в возрасте 81 года.

## Изменения рейтинга
| Графики недоступны из-за технических проблем. См. информацию на Фабрикаторе и на mediawiki.org. |